# Terry Lyons
Terence "Terry" John Lyons FRSE, FLSW, FRS (4 de maio de 1953) é um matemático britânico, especialista em cálculo estocástico.
Foi diretor do Oxford-Man Institute de 2011 a 2015 e presidente da London Mathematical Society de 2013 a 2015. Suas contribuições matemáticas tem sido nas áreas de probabilidade, análise harmônica, análise numérica de equações diferenciais estocásticas e matemática financeira.

## Educação
Lyons obteve o B.A. no Trinity College (Cambridge) e um D.Phil na Universidade de Oxford.

## Carreira
Lyons ocupou postos na Universidade da Califórnia em Los Angeles, Imperial College London, Universidade de Edimburgo e é atualmente Professor Wallis de Matemática. Foi diretor do Oxford-Man Institute da Universidade de Oxford de 15 de junho de 2011 a 15 de dezembro de 2015.

## Obras
- Differential equations driven by rough paths, Rev. Mat. Iberoamericana, Volume 14, 1998, p. 215–310
- com Zhongmin Qian System Control and Rough Paths, Oxford Mathematical Monographs, Oxford University Press 2002
- com Michael J. Caruana, Thierry Lévy Differential equations driven by rough paths, École d’Eté de Probabilités de Saint-Flour Nr. 34, 2004, Springer Verlag 2007
- com N. Victoir Cubature on Wiener Space, Proc. Roy. Soc. A, Volume 460, 2004, p. 169–198

## Honrarias e condecorações
Recebeu o Prêmio Rollo Davidson de 1985.
Em 2000 foi condecorado com o Prêmio Pólya da London Mathematical Society.
Em 2013 foi eleito presidente da London Mathematical Society.
Foi palestrante convidado do Congresso Internacional de Matemáticos em Seul (2014: Rough paths, signatures and the modelling of functions on streams).